# Whakamahi Lagoon
Die Whakamahi Lagoon ist eine Lagune im Wairoa District der Region Hawke’s Bay auf der Nordinsel von Neuseeland.

## Geographie
Die Whakamahi Lagoon befindet sich rund 1 km westlich der Mündung des Wairoa River in die Hawke Bay und rund 3,4 km westsüdwestlich des Stadtzentrums von Wairoa. Mit einer Länge von rund 775 m in Westsüdwest-Ostnordost-Richtung und einer maximalen Breite von rund 185 m umfasst die Lagune eine Fläche 9,8 Hektar und besitzt eine Uferlinie von rund 1,8 km Länge.
Die Lagune steht unter dem Einfluss der Gezeiten und bekommt nur einen kleinen Zufluss aus den nördlich liegenden Hügeln.